# Altehufen
Altehufen ist eine Ortschaft in der Stadt Waldbröl im Oberbergischen Kreis im südlichen Nordrhein-Westfalen, Deutschland innerhalb des Regierungsbezirks Köln.

## Lage und Beschreibung
Der Ort liegt etwa zwei Kilometer südlich vom Stadtzentrum entfernt.

## Geschichte

### Erstnennung
1651 wurde der Ort das erste Mal urkundlich erwähnt.
Schreibweise der Erstnennung: Altehufen